# Stazione di Nakanosawa
La stazione di Nakanosawa (中ノ沢駅?, Nakanosawa-eki) è stata una stazione ferroviaria situata nella cittadina di Oshamanbe, in Hokkaidō, Giappone, lungo la linea principale Hakodate della JR Hokkaido e la dismessa linea Setana delle JNR.

## Strutture e impianti
La stazione, situata vicino al litorale del golfo di Uchiura, è dotata di un marciapiede laterale e uno a isola con tre binari passanti in superficie. Le banchine sono collegate da una passerella al fabbricato viaggiatori, non presenziato. Quest'ultimo ha la particolarità di essere derivato da una carrozza viaggiatori. Il 16 marzo 2024 la stazione è stata ufficialmente dismessa.

## Movimento
Presso questa stazione fermano solamente i treni locali. Attualmente il servizio viaggiatori è definitivamente sospeso.

## Servizi
Il fabbricato viaggiatori è dotato di una piccola sala d'attesa.
- Sala d'attesa

## Interscambi
- Fermata autobus (fermata di Nakanosawa-ekimae)